# King Without a Crown
King Without a Crown is een nummer van de Britse band ABC uit 1988. Het is de derde en laatste single van hun vierde studioalbum Alphabet City.
In "King Without a Crown" zingt de liedverteller hoe hij zich de koning te rijk voelde met zijn vrouw, maar hoe waardeloos hij zich voelt sinds ze bij hem weg is gegaan. Het nummer werd een bescheiden hit in het Verenigd Koninkrijk en het Nederlandse taalgebied. In het Verenigd Koninkrijk bereikte het de 44e positie, en in de Nederlandse Top 40 de 31e. Het meeste succes kende de plaat in de Vlaamse Radio 2 Top 30, waar het de 16e positie bereikte.

## Tracklijst
1. "King Without a Crown" - 4:41
2. "The Look of Love" (live in Boston Metro 17/12/82) - 6:07